# Bulbophyllum shanicum
Bulbophyllum shanicum är en orkidéart som beskrevs av George King och Robert Pantling. Bulbophyllum shanicum ingår i släktet Bulbophyllum och familjen orkidéer. Inga underarter finns listade i Catalogue of Life.